# اصالت واقع افلاطونی
اگر این جهان زیباست، پس بی‌گمان در ایجاد جهان آنچه را سرمدی است سرمشق قرار داده.— افلاطون، تیمائوس ۲۹

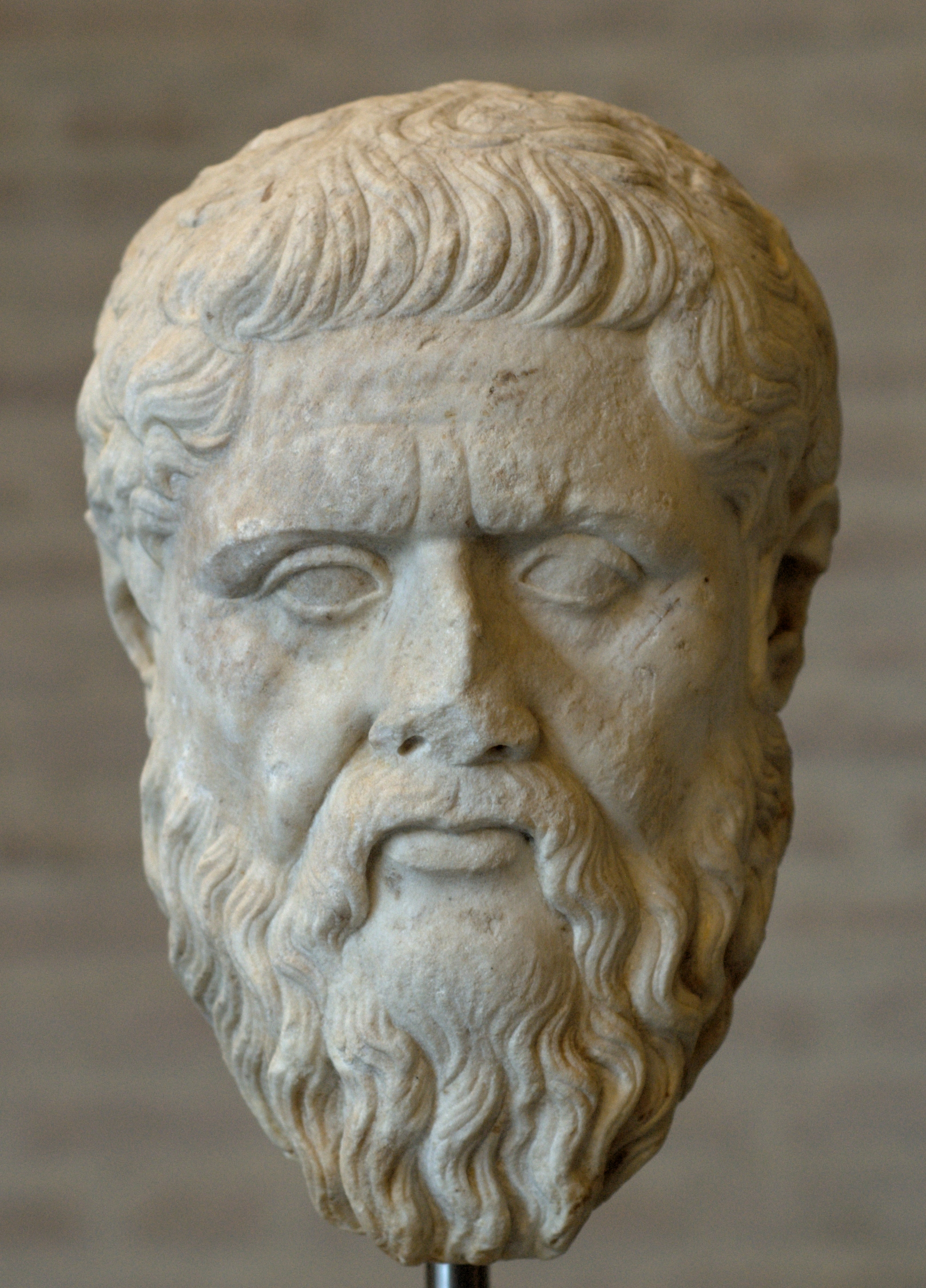

اصالت واقع افلاطونی (انگلیسی: Platonic realism)، گویای این امر است که جهان «مُثُل» در مراتب هستی شایسته‌تر و محقق تر از اشیاء محسوس است.

## نظریه مثل
«نظریه مُثُل»، عبارت است از صورت‌های روحانی موجود در خارج از عقل انسانی در عالم واقعی موسوم به عالم مثل. نسبت مثل به جهان محسوس، مثل نسبت موجودات واقعی به صور منعکس آنها در آیینه است.

## بررسی اجمالی

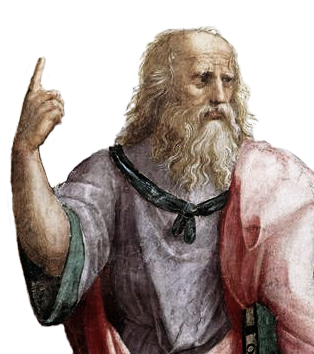
نقاشی تجسمی از افلاطون

افلاطون در پژوهش‌های خود با بهره‌گیری از روش‌های عقلی و تجربه ذهنی، درصدد دست یابی به مفهوم کلی به عنوان بازنمود ایده‌ها است.
این ایده‌ها در نزد او موجوداتی واقعی، اما غیر مادی هستند. یکی از کارکردهای اصلی مفاهیم کلی، استفاده از آن‌ها به عنوان معیاری برای عمل در موقعیت‌های جزئی و عینی است.

## ویل دورانت
ویل دورانت در کتاب «داستان فلسفه» (The story of philosophy) به سه مورد از معانی مثل اشاره می‌کند، یکی کلیات (Generalizations) دیگری قوانین (Regularitires) حاکم بر اشیاء جزئی و سومی مطلوب ها است (Ideals). یعنی هدف کامل و واقعیات مطلوبی که یک چیز یا نوع و طبقه ممکن است به سوی آن پیشرفت کند.

## جنبههستی‌شناسیمثل
افلاطون جهان را به محسوس و معقول تقسیم می‌کند. جهان محسوس، جهان کثرت و محل فسق و فساد است. در آن موجودات جزئی و مردد میان هستی و نیستی‌اند و در میان اضداد شناورند. زیبایی و عدل آمیخته به وجود و عدم‌اند. از جهتی زیبا و عدل، و از جهتی زشت و ظلم‌اند.
جهان معقول یا مثل، حقایقی کامل بسیط، آرام و روشنایی محض‌اند، ذوات ابدی هستند. از طریق حواس حاصل نشده و از این جهت از مقولات ارسطویی برترند. تمام مثالها در مثال خیر و نیکی، یک دستگاه منظم و یگانه‌ای را به وجود می‌آورند، لذا از این جهت از وحدت برخوردارند. اما به جهت تعدد مثالها، از کثرت برخوردار است؛ لذا وحدت و کثرت متضمن یکدیگرند که در سلسله طولی هر چه بالاتر رویم از تعدد و کثرت و نقصان کاسته می‌شود.